# Ehrennadel des Ministeriums für Volksbildung

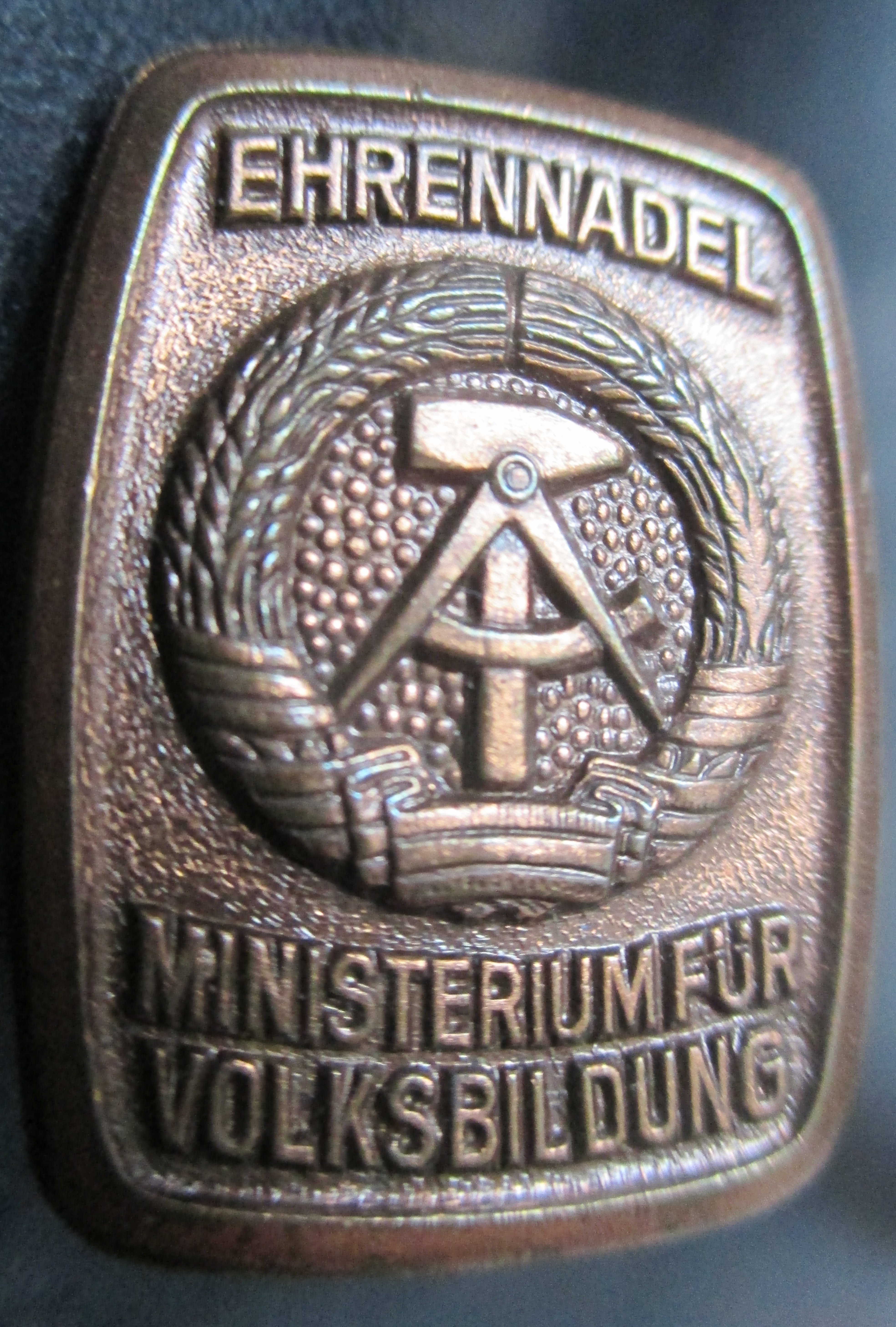
Ehrennadel des Ministeriums für Volksbildung -DDR

Die Ehrennadel des Ministeriums für Volksbildung war in der Deutschen Demokratischen Republik (DDR) eine im Fachbereich des Ministeriums für Volksbildung verliehene nichtstaatliche Auszeichnung, welche am 28. März 1963 gestiftet wurde.

## Beschreibung
Die Verleihung der Ehrennadel erfolgte in der Regel durch die örtlichen Organe der Volksbildung, vorwiegend durch die Kreis- und Stadtschulräte. Mit der Auszeichnung konnten all jene geehrt werden, die sich durch besondere Leistungen sowie für erfolgreiche Mitarbeit bei der sozialistischen Bildung und Erziehung ausgezeichnet hatten. Ferner auch für besondere Leistungen beim Aufbau des sozialistischen Schulwesens. Die Verleihungen wurden 1973 eingestellt. Nachfolger wurde die Ehrennadel für Verdienste im sozialistischen Bildungswesen.

## Aussehen
Die bronzene Ehrennadel ist nahezu quadratisch 24,5 mm hoch und 18,5 mm breit und zeigt auf vertieften gekörnten oder glatten Grund das erhaben geprägte Staatswappen der DDR. Darüber die ebenfalls erhaben geprägte Inschrift: EHRENNADEL und unter dem Staatswappen die zweizeilige Inschrift: MINISTERIUM FÜR VOLKSBILDUNG. Es sind von dieser Variante auch vergoldete Exemplare bekannt geworden, die ab 1970 verliehen wurden. Auch existieren Stücke mit einer Größe von 33 × 22,5 mm.